# 雷阿爾城主教座堂

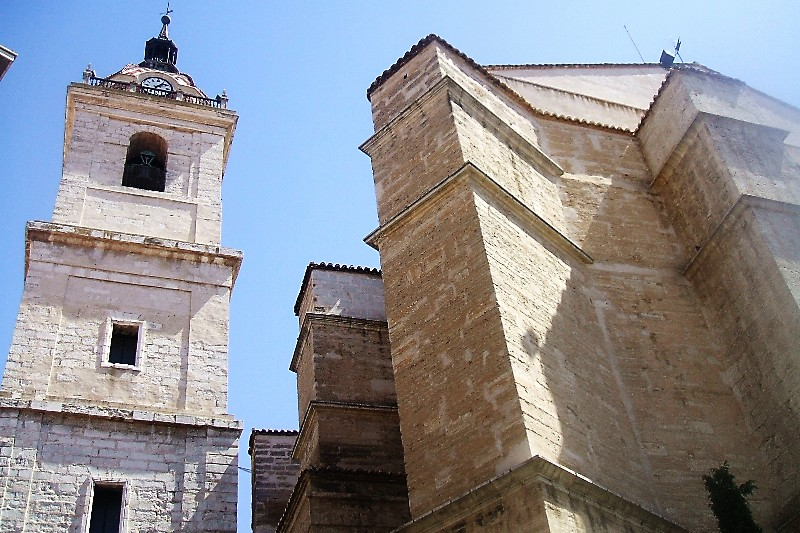

雷阿爾城主教座堂（Ciudad Real Cathedral）是位於西班牙城市雷阿爾城的一座羅馬天主教的主教座堂。教堂始建於15世紀，是一座哥特式建築。

## 外部連結
维基共享资源上的相關多媒體資源：雷阿爾城主教座堂
- Santa Iglesia Prioral Basílica Catedral de las Ordenes Militares de Santa María Del Prado （页面存档备份，存于） （西班牙文）. With many photographs.